# 伊利亚·伊万纽克
伊利亚·德米特里耶维奇·伊万尤克（俄语：Илья Дмитриевич Иванюк，1993年3月9日—）生于斯摩棱斯克州克拉斯內區克拉斯尼，是一名俄罗斯男子田径运动员，主攻跳高。他最初的梦想是成为一名足球选手，然而他当时年纪太小，无法独自前往城里去练习足球。后来，他看到一名身高较矮的男子在跳高比赛中跳出1米85的成绩，受此鼓舞，在13岁时开始练习跳高，并在2007年首次参加比赛。2019年10月，他以授权中立运动员身份参加世界田径锦标赛，获得男子跳高铜牌。